# Polystichum igaense
Polystichum igaense är en träjonväxtart som beskrevs av Tag. Polystichum igaense ingår i släktet Polystichum och familjen Dryopteridaceae. Inga underarter finns listade.